# راجر کلمنس
 راجر کلمنس (انگلیسی: Roger Clemens؛ زادهٔ ۴ اوت ۱۹۶۲) یک بازیکن بیس‌بال اهل ایالات متحده آمریکا است.